# Adrien Costa
Adrien Costa, (Stanford, Califòrnia, 19 d'agost de 1997), és un ciclista estatunidenc professional des del 2016. Actualment milita a l'equip Axeon-Hagens Berman.

## Palmarès
- 2014
  -  Campió dels Estats Units júnior en contrarellotge
  - 1r al Tour del País de Vaud i vencedor de 2 etapes
  - Vencedor d'una etapa del Tour de l'Abitibi
- 2015
  - 1r al Tour del País de Vaud i vencedor de 2 etapes
  - 1r al Tour de l'Abitibi i vencedor de 2 etapes
  - Vencedor d'una etapa de la Cursa de la Pau júnior
- 2016
  - 1r al Tour de Bretanya i vencedor d'una etapa
  - Vencedor d'una etapa al Tour del País de Savoia
  - Vencedor d'una etapa al Tour de l'Avenir